# (4693) Drummond
(4693) Drummond es un asteroide perteneciente al cinturón de asteroides, descubierto el 28 de noviembre de 1983 por Edward Bowell desde la Estación Anderson Mesa (condado de Coconino, cerca de Flagstaff, Arizona, Estados Unidos).

## Designación y nombre
Designado provisionalmente como 1983 WH. Fue nombrado Drummond en honor a Jack D. Drummond del Observatorio Steward, Universidad de Arizona. El análisis de similitudes orbitales de Drummond condujo a la identificación de la fuente de cometas de las Epsilon Gemínidas y para la identificación de los flujos entre los asteroides cercanos a la Tierra.

## Características orbitales
Drummond está situado a una distancia media del Sol de 2,279 ua, pudiendo alejarse hasta 2,469 ua y acercarse hasta 2,089 ua. Su excentricidad es 0,083 y la inclinación orbital 4,865 grados. Emplea 1256 días en completar una órbita alrededor del Sol.

## Características físicas
La magnitud absoluta de Drummond es 13,6. Tiene 4,807 km de diámetro y su albedo se estima en 0,366.